# فیلیپ نیچک
فیلیپ نیچک(به انگلیسی Philip Nitschke؛ متولد ۸ اوت ۱۹۴۷) نویسنده، انسان گرا و پزشکی استرالیایی است که سازمانی تحت عنوان «خروج جهانی» را در حمایت از اوتانازی بنیان‌گذاری کرده‌است. وی با برگزاری کمپینهایی موفق شد تا اوتانازی را در قلمرو شمالی (استرالیا) قانونی کند و قبل از آنکه این قانون توسط دولت نقض شود، توانست به چهار نفر در انجام عمل هومرگ یاری بدهد. او عقیده دارد اولین پزشک در دنیاست که عمل تزریق کشنده را به صورت قانونی و داوطلبانه به اجرا گذاشته‌است. نیچک از این که خود و گروهش دائماً توسط مسئولین مورد اذیت و آزار قرار می‌گیرد، ناراضی است. وی همچنین نظریات متناقض شخصی خود در رابطه با خودکشی کمکی و اثر دین در تضاد و تقابل با این امر را به رشته تحریر درآورده است.